# Gaetano De Sanctis
Gaetano De Sanctis, né le 15 octobre 1870 à Rome et mort le 9 avril 1957 dans la même ville, est un historien, archéologue et homme politique italien.

## Biographie
Gaetano De Sanctis étudie à l'École archéologique italienne d'Athènes, où il est un élève de Karl Julius Beloch. Parti en Grèce en 1895, il y suit les cours de Wilhelm Dörpfeld à Athènes et opère une reconnaissance épigraphique en Thessalie.
En Crète en 1899, il explore le sud de l'île et dirige les fouilles d'un temple archaïque à Axos. Il se fait surtout connaître en 1902 en remettant en cause les fouilles d'Arthur J. Evans à Cnossos, et des recherches italiennes à Phaestos, dans son article La civiltà micenea e le ultime scoperte in Creta (La civilisation mycénienne et les dernières découvertes en Crète).
En 1910 il fait partie d'une expédition de Federico Halbherr en Cyrénaïque, au nord-est de l'actuelle Libye et de l'Afrique, anciennement marquée par des influences architecturales grecques, romaines et autres.
Président de la Chaire d'Histoire ancienne à l'Université de Rome « La Sapienza » en 1929, professeur très influent d'Arnaldo Momigliano en 1931, il est l'un des douze professeurs qui ont refusé de prêter un serment d'allégeance alors décrété par le régime fasciste de Benito Mussolini en sa faveur.
Président de l'Encyclopédie Treccani de 1947 à 1954, il devient en 1950 sénateur à vie du nouveau régime de la IIe République italienne.

## Travaux
- La civiltà micenea e le ultime scoperte in Creta (La civilisation mycénienne et les dernières découvertes en Crète), in Rivista di Filologia (Revue de philologie), vol. 1, 1902, p. 91-118 ;
- Storia dei Greci (Histoire des Grecs), 1961 ;
- Storia dei Romani (Histoire des Romains), 1964.